# Masters de Miami 2005
El Masters de Miami 2005 (también conocido como 2005 NASDAQ-100 Open por razones de patrocinio) fue un torneo de tenis jugado sobre pista dura. Fue la edición número 21 de este torneo. El torneo masculino formó parte de los ATP World Tour Masters 1000 en la ATP. Se celebró entre el 21 de marzo y el 3 de abril de 2005.

## Campeones

### Individuales Masculino
Roger Federer vence a  Rafael Nadal, 2–6, 6–7(4–7), 7–6(7–5), 6–3, 6–1

### Individuales Femenino
Kim Clijsters vence a  María Sharápova, 6–3, 7–5

### Dobles Masculino
Jonas Björkman /  Max Mirnyi vencen a  Wayne Black /  Kevin Ullyett, 6–1, 6–2

### Dobles Femenino
Svetlana Kuznetsova /  Alicia Molik vencen a  Lisa Raymond /  Rennae Stubbs, 7–5, 6–7(5–7), 6–2
| Predecesor: Miami 2004 | Masters de Miami 2005 | Sucesor: Miami 2006 |